# Chloropterus ornatus
Chloropterus ornatus es un coleóptero de la familia Chrysomelidae.
Fue descrita científicamente en 1984 por Igor Lopatin.

## Tipos
- Chloropterus moldaviensis
- Chloropterus ornatus
- Chloropterus versicolor